# West Orange (New Jersey)
West Orange è un comune degli Stati Uniti d'America, nella contea di Essex, nello Stato del New Jersey. Nel censimento del 2000, il comune contava 44 943 abitanti, scesi a 42 906 nel 2007. Ad ovest confina con l'area protetta di South Mountain Reservation.

## Storia
West Orange è stata inizialmente una parte della città di Newark, e rimase tale fino al 27 novembre 1806, quando il territorio è stato staccato per formare la Orange Township. Il 13 aprile 1807, il primo governo è stato eletto. Il 31 gennaio 1860, Orange è stata accolta come una città, e il 3 aprile 1872, ha avuto inizio la cerimonia di accettazione. Quasi immediatamente, Orange ha iniziato la frammentazione in piccole comunità, principalmente a causa di controversie locali sui costi delle istituzioni della polizia, vigili del fuoco e servizi stradali. South Orange è nata il 1º aprile 1861, Fairmount l'11 marzo 1862 e East Orange sempre nel marzo ma dell'anno dopo.

## Geografia fisica
Secondo l'Ufficio del censo degli Stati Uniti, il comune ha una superficie totale di 12,2 miglia quadrate, di cui 12,1 sono di terra e 0,1 di acque interne.
La più antica e più densamente popolata parte della città si trova nella bassa valle, lungo il confine con la Città di Orange. L'Edison National Historic Site si trova sulla Main Street in questa sezione. Downtown West Orange ha un carattere più urbano rispetto al resto del comune.
Al di là della cresta dell'alta Prospect Avenue, il diventa prevalentemente un quartiere del dopoguerra suburbano, con vecchie case, campi da golf e centri commerciali. include anche un distretto d'affari e una comunità di grandi dimensioni, ebraico ortodossa.

## Società

### Evoluzione demografica
Sempre nel censimento del 2000, le famiglie risultano 16 480, e 11 684 famiglie residenti nel comune. La densità di popolazione è di 3 708,7 abitanti per miglio quadrato.
Vi sono 16 901 unità abitative in una densità media di 538,4/km². La composizione razziale della città è di 67,55% Bianchi, 17,46% afroamericani, 0,14% nativi americani, 8,09% asiatici, 0,04% delle Isole del Pacifico, 3,52% di altre razze, e 3,20% di due o più razze. Quella Ispanica e Latina ammonta al 10,04% della popolazione.
Per ogni 100 femmine ci sono 88,6 maschi. Per ogni 100 femmine in età 18 e oltre, ci sono 84,0 maschi.
Il reddito mediano per una famiglia nel paese è di 69254 $, e il reddito medio per una famiglia è di 83375 $. Gli uomini hanno avuto un reddito medio di 52029 $, mentre le femmine hanno avuto un reddito medio di 39484 $.

## Governo
Il comune di West Orange è disciplinato dal Sindaco-Consiglio sistema di governo municipale ai sensi della legge Faulkner. All'interno di questa forma di governo, ciascun membro del Consiglio municipale è eletto per quattro anni e rappresenta l'intero comune.
Il Sindaco e i membri del Consiglio sono:
- John F. McKeon, sindaco (il termine scade il 30 giugno 2010)
- Sal M. Anderton, consigliere (2012)
- Renard Barnes, consigliere (2010)
- Patty Spango, consigliera (2012)
- Susan McCartney, consigliera (2010)
- Robert Parisi, consigliere (2012)

### Corte Comunale
1. Harry L. Starrett - Presidente del tribunale, corte comunale di West Orange
2. Margaret Padovano - Giudice comunale, corte comunale di West Orange
3. Mark Infante - Membro della procura comunale